# برايان شرايفر
برايان شرايفر (بالإنجليزية: Brian Shriver)‏ هو لاعب كرة قدم أمريكي في مركز الهجوم، ولد في 5 أغسطس 1987 في كليرواتر في الولايات المتحدة. لعب مع نادي شمال كارولاينا.